# Gezellehuis

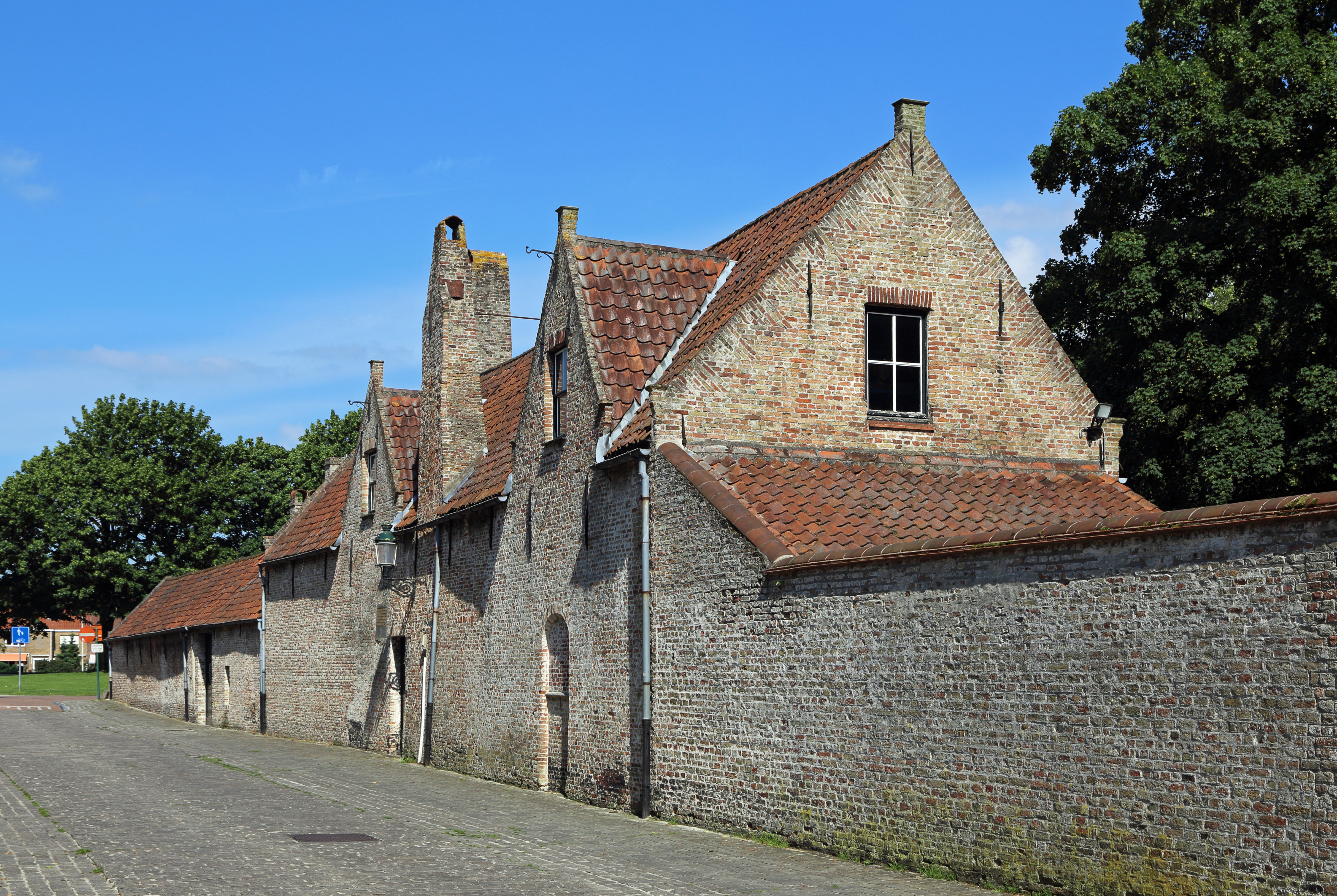
Het geboortehuis van Guido Gezelle, nu het Gezellehuis

Het Gezellehuis is een stedelijk museum in de Rolweg in Brugge dat is ingericht in het geboortehuis van de Vlaamse dichter Guido Gezelle. Het is de opvolger van het Guido Gezellemuseum, dat zich van 1926 tot mei 2020 op dezelfde plek bevond.

## Geschiedenis
In 2020 werd beslist om wegens de lage bezoekersaantallen het Guido Gezellemuseum te hervormen tot het Gezellehuis. De locatie kreeg een andere invulling, met, naast enkele permanente verwijzingen naar Gezelle, het organiseren van onder andere seizoensgebonden activiteiten.
De naamwijziging en afschaffing van het huis als exclusief aan Guido Gezelle gewijd museum werd niet door iedereen gunstig onthaald. Jozef Deleu publiceerde in De Standaard een scherpe veroordeling. Professor Frank Willaert verwoordde namens de Koninklijke Academie voor Nederlandse Taal en Letteren het onbegrip en ongenoegen over de sluiting. De Brugse vereniging S.O.S. voor een Leefbaar Brugge liet opmerken dat er weinig was ondernomen om het museumbezoek te ondersteunen.
Het museum herbergt tijdelijke presentaties en tentoonstellingen over (woord)kunst. Ook de tuin is opengesteld voor het publiek, met daarin onder meer het controversiële beeld "De man die vuur geeft" (2002) van Jan Fabre. Daar is ook een biologisch aangelegde groentetuin, die tot doel heeft de stadsbewoners warm te maken voor biologisch tuinieren.

## Voetnoot
1. ↑  Brugs Gezellemuseum geeft er de brui aan. De Standaard (15 april 2020). Gearchiveerd op 20 juni 2023. Geraadpleegd op 15 april 2020.
2. ↑  Gezellemuseum wordt Gezellehuis. Musea Brugge (15 april 2020). Gearchiveerd op 19 april 2020. Geraadpleegd op 15 april 2020.
3. ↑   https://www.youtube.com/watch?v=QEVycEghIQw&
4. ↑  Beeld Jan Fabre houdt waakvlam poëzie brandend. De Standaard (30 november 1999). Gearchiveerd op 27 augustus 2022. Geraadpleegd op 27 augustus 2022.